# Pinckney
Pinckney é uma vila localizada no estado americano de Michigan, no Condado de Livingston.

## Demografia
Segundo o censo americano de 2010, a sua população era de 2 427 habitantes.

## Geografia
De acordo com o United States Census Bureau tem uma área de
4,0 km², dos quais 3,9 km² cobertos por terra e 0,1 km² cobertos por água. Pinckney localiza-se a aproximadamente 275 m acima do nível do mar.

## Localidades na vizinhança
O diagrama seguinte representa as localidades num raio de 20 km ao redor de Pinckney.